# Manso Nkwanta

Manso Nkwanta är en ort i södra Ghana. Den är huvudort för distriktet Amansie West, och folkmängden uppgick till 3 042 invånare vid folkräkningen 2010.